# Ковасна
Ковасна (рум. Covasna, мађ. Kovászna) град је у Румунији, у средишњем делу земље, у историјској покрајини Трансилванија. Ковасна је град по важности у истоименом округу Ковасна.
Према попису из 2002. у граду живи 11.369 становника.
Ковасна је и позната румунска бања.

## Географија
Ковасна се налази у крајње југоисточном делу историјске покрајине Трансилваније, око 45 km северно до Брашова, најближег већег града. Између Ковасне и Брашова пружа се равница дуга 68 километара, са реком Олт.
Град је смештен у горњем делу тока реке Олт. Источно и западно од града издижу се Карпати. Надморска висина града је приближно 550 m.

## Историја
у Ковасни су 1820. године постојала бањска купатила за лечење и опоравак људи.

## Становништво
Ковасна је једно од већих насеља у Румунији са мањинским процентом матичних Румуна. Мађари-Секељи чине већину градског становништва Ковасне (66%), а од мањина има Румуна (32%) и Рома.

## Галерија
- Црквица изнад града
- Тржни центар

## Становништво
| 2011.  |
| ------ |
| 10.114 |